# Martin Lewis
Martin Lewis (Liberal, 28 aprile 1975) è un ex cestista statunitense, professionista nella NBA, IBA, CBA, USBL e NBDL.

## Carriera
È stato selezionato dagli Golden State Warriors al secondo giro del Draft NBA 1995 (50ª scelta assoluta).

## Palmarès
- All-IBA Second Team (1998)